# 拜爾斯維爾 (紐約州)
拜爾斯維爾（英語：Byersville）是位於美國紐約州利文斯頓縣的普查規定居民點。

## 人口
根據2020年美國人口普查的數據，拜爾斯維爾的面積為1.32平方千米，皆為陸地。當地共有人口44人，而人口密度為每平方千米33.33人。